# 拉瑟布
拉瑟布（法語：Lasseube，法語發音：[lasœb]）是法国大西洋比利牛斯省的一个市镇，位于该省东部，属于奥洛龙-圣玛丽区。

## 地理
拉瑟布（43°13'16"N, 0°28'44"W）面积48.6 平方千米，位于法国新阿基坦大区大西洋比利牛斯省，该省份为法国东南部省份，涵盖了贝阿恩与北巴斯克，西临大西洋比斯開灣，北至朗德省，东北接热尔省，东临上比利牛斯省，南与西班牙接壤。
与拉瑟布接壤的市镇（或旧市镇、城区）包括：欧贝尔坦、埃斯库、埃斯库特、埃斯蒂亚莱斯克、冈镇、拉瑟布塔、莫南、奥热莱班、圣福斯特。
拉瑟布的时区为UTC+01:00、UTC+02:00（夏令时）。

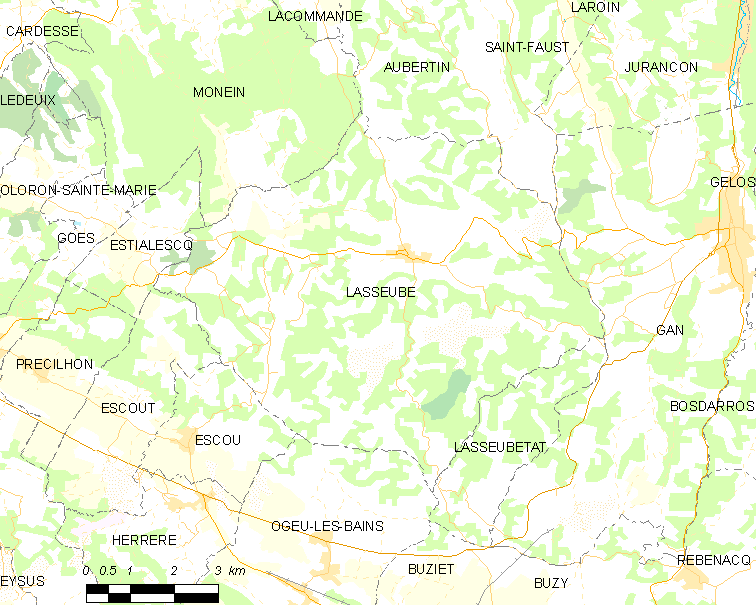
拉瑟布的OSM定位图

## 行政
拉瑟布的邮政编码为64290，INSEE市镇编码为64324。

## 政治
拉瑟布所属的省级选区为奥洛龙-圣玛丽第二县。

## 人口

1962-2008年间拉瑟布人口变化图示

拉瑟布于2022年1月1日时的人口数量为1737人。